# Elmhurst (Illinois)
Pour les articles homonymes, voir Elmhurst.
Elmhurst est une ville située dans les comtés de Cook et DuPage en banlieue de Chicago, dans l'État de l'Illinois aux États-Unis.

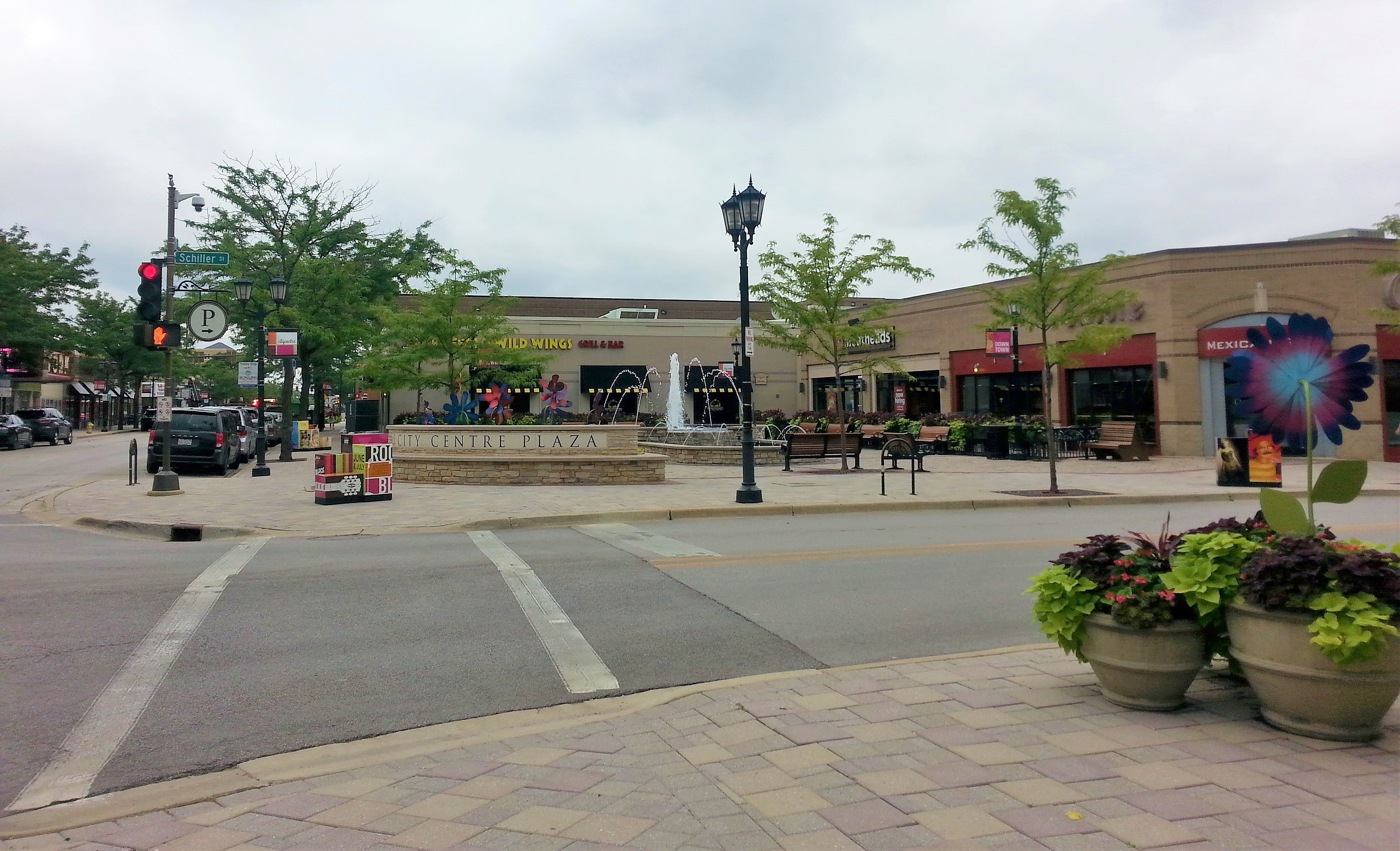
Centre-ville d'Elmhurst